# توتراکان، استان سیلیسترا
توتراکان، استان سیلیسترا (به لاتین: Tutrakan Municipality) یک سکونتگاه مسکونی در بلغارستان است که در استان سیلیسترا واقع شده‌است.

## خصوصیات
توتراکان ۴۴۸٫۳۵ کیلومترمربع مساحت و ۱۶٬۹۲۰ نفر جمعیت دارد.